# سیارک ۳۴۴۰
سیارک ۳۴۴۰ (به انگلیسی: 3440 Stampfer، نامگذاری:1950DD) سه هزار و چهارصد و چهلمین سیارک کشف شده‌است که در ۱۷ فوریه ۱۹۵۰ و در هایدلبرگ کشف شد.
قدر مطلق سیارک برابر ۱۲٫۱۰ است.